# 高山芒
高山芒（學名：Miscanthus transmorrisonensis Hayata）又名高山萱草或高山寒芒，台灣原生種高山植物，中國芒變種，為多年生宿根性草本植物。
分布在海拔2,000—3,600m山區，其中海拔2,000—2,400m為過渡帶，自海拔2,600m開始形成自然群落，屬於高海拔芒屬植物。生長環境喜好日照充足的開闊地，可耐寒至攝氏7.7℃低溫，常見於塔塔加及合歡山，通常在森林火災後，最先進入繁殖生長，與玉山箭竹同為先驅物種，形成高山森林的演替物種。
植株纖細，花絮較短，葉長約30至80cm。花期：夏末至秋初。花色：淡紫色或淡褐色。種子於十月至十一月成熟。